# Wolfgang Jorge Frederico de Neuburgo
Wolfgang Jorge Frederico Francisco do Palatinado-Neuburgo (em alemão:  Wolfgang George Frederick Franz von Pfalz-Neuburg; Dusseldórfia, 5 de junho de 1659 – Wiener Neustadt, 4 de junho de 1683) foi um membro do ramo palatino da dinastia dos Wittelsbach que veio a ser Bispo auxiliar da Arquidiocese de Colônia sendo depois eleito Príncipe-Bispo de Breslau pouco antes da sua morte.

## Biografia
Nascido em Dusseldórfia, foi o quinta criança e segundo filho nascido do casamento de Filipe Guilherme, Eleitor Palatino com Isabel Amália de Hesse-Darmstadt.
Uma vez que o seu irmão mais velho, João Guilherme, deveria suceder ao pai como soberano dos territórios seculares da família, ele foi destinado ao serviço da Igreja. Wolfgang Jorge Frederico foi nomeado Bispo auxiliar de Colónia e foi depois eleito Príncipe-Bispo da Diocese de Breslau (Wrocław). Contudo, ele veio a falecer inesperadamente antes da audiência papal em Rome, um dia antes do seu 25.º aniversário em Wiener Neustadt.
Ele foi sepultado na Hofkirche de Neuburgo do Danúbio. Na Catedral de S. Jorge de Wiener Neustadt existe uma pedra tumular em sua memória. Neste local, o seu irmão mais novo Francisco Luís foi nomeado também Príncipe-Bispo de Breslau.